# Ana Laura Portuondo Isasi
Ana Laura Portuondo Isasi est une judokate canadienne née le 9 mars 1996. Elle évolue dans la catégorie des -78 kg.

## Palmarès
| Année | Compétition                | Lieu      | Résultat | Catégorie |
| ----- | -------------------------- | --------- | -------- | --------- |
| 2013  | Jeux de la Francophonie    | Nice      | 3e       | - 78 kg   |
| 2014  | Championnats panaméricains | Guayaquil | 3e       | - 78 kg   |
| 2014  | Jeux du Commonwealth       | Glasgow   | 3e       | - 78 kg   |